# Rilindja Demokratike
Rilindja Demokratike, noto anche attraverso l'acronimo RD, è un quotidiano nazionale albanese pubblicato dal Partito Democratico.

## Storia

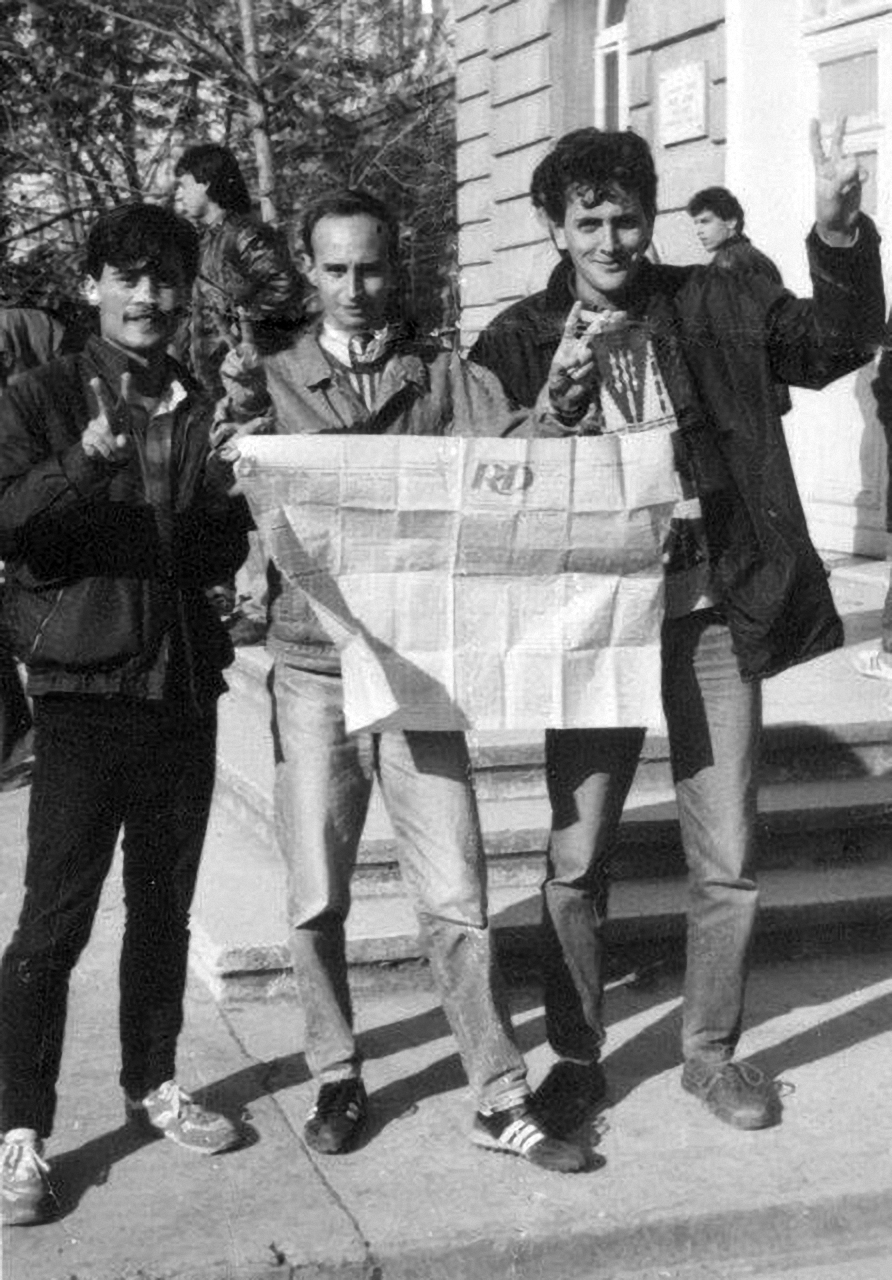
Una delle prime copie di Rilindja Demokratike nel 1991.

Il primo numero del giornale fu pubblicato il 5 gennaio 1991 all'indomani della caduta del comunismo in Albania dal Partito Democratico di Sali Berisha, in contrasto al giornale del Partito del Lavoro Zëri i Popullit, divenendo il primo giornale indipendente del paese negli ultimi 50 anni. Tra i primi articoli vi fu un resoconto delle proteste studentesche dall'8 all'11 dicembre 1990, scritto da Ben Blushi e Blendi Fevziu. Inizialmente pubblicato come bisettimanale, la frequenza del giornale divenne poi quotidiana. Il primo caporedattore fu Frrok Çupi, che lasciò il Partito Democratico e il giornale pochi mesi dopo.